# آدالی، قره‌تاش
ادالی، کاراتاس (به لاتین: Adalı, Karataş) یک  Köy  در ترکیه است که در adana province واقع شده‌است.